# 758 Boyz SC
Der 758 Boyz Sports Club ist ein Sportverein auf der niederländischen Karibikinsel Sint Maarten. Die Fußballabteilung des Vereins spielt in der Sint Maarten Premier League, der höchsten Spielklasse der Insel.

## Geschichte
2018/19 nahm der Verein erstmals an der Sint Maarten Premier League teil und wurde Vierter. 2022/23 wurde der Verein Vizemeister und eine Saison später erreichte 758 Boyz den dritten Tabellenplatz.

## Stadion
Die Heimspielstätte des Vereins ist das Raoul Illidge Sports Complex, das eine Kapazität von 3000 Zuschauern hat.